# Муерс (переписна місцевість, Нью-Йорк)
Муерс (англ. Mooers) — переписна місцевість (CDP) в США, в окрузі Клінтон штату Нью-Йорк. Населення — 451 особа (2020).

## Географія
Муерс розташований за координатами 44°57′49″ пн. ш. 73°35′44″ зх. д. / 44.96361° пн. ш. 73.59556° зх. д. (44.963630, -73.595463).  За даними Бюро перепису населення США в 2010 році переписна місцевість мала площу 3,19 км², з яких 3,09 км² — суходіл та 0,10 км² — водойми.

## Демографія
Згідно з переписом 2010 року, у переписній місцевості мешкали 442 особи в 192 домогосподарствах у складі 123 родин. Густота населення становила 139 осіб/км².  Було 223 помешкання (70/км²).
Расовий склад населення:
| - 99,5 % — білих - 0,2 % — чорних або афроамериканців |

До двох чи більше рас належало 0,2 %. Частка іспаномовних становила 0,7 % від усіх жителів.
За віковим діапазоном населення розподілялося таким чином: 19,7 % — особи молодші 18 років, 61,5 % — особи у віці 18—64 років, 18,8 % — особи у віці 65 років та старші. Медіана віку мешканця становила 43,7 року. На 100 осіб жіночої статі у переписній місцевості припадало 90,5 чоловіків;  на 100 жінок у віці від 18 років та старших — 84,9 чоловіків також старших 18 років.
За межею бідності перебувало 21,5 % осіб, у тому числі 45,2 % дітей у віці до 18 років та 0,0 % осіб у віці 65 років та старших.
Цивільне працевлаштоване населення становило 69 осіб. Основні галузі зайнятості: освіта, охорона здоров'я та соціальна допомога — 50,7 %, виробництво — 23,2 %.